# Ан-Ян Лим Ки Чон
Ан-Ян Лим Ки Чон (англ. An-Yan Lim Kee Chong; род. 15 мая 1960, Финикс) — маврикийский футбольный судья. Наибольшую известность ему принесло судейство двух матчей в рамках чемпионата мира по футболу — одного в рамках Чемпионата мира по футболу 1994 и одного в рамках Чемпионата мира по футболу 1998.

## Карьера
Лим Чон Ки начал исполнять обязанности судьи с 1988 года. Он судил матчи следующих турниров:
- ОИ 1992 (2 матча)
- Кубок Конфедераций 1992 (финал)
- Кубок африканских наций (финал)
- Чемпионат мира по футболу 1994 (Бразилия-Россия (групповой этап))
- Кубок Конфедераций 1995 (Дания-Саудовская Аравия (групповой этап))
- Лига чемпионов 1997 (переигровка финала)
- Чемпионат мира по футболу 1998 (Румыния-Колумбия (групповой этап))